# Albert Friling
Albert Friling  (26 februari 1879 - ?) was een Belgisch voetballer.
Hij was een verdediger bij Beerschot AC voor de Eerste Wereldoorlog.
Hij heeft twee wedstrijden gespeeld met het Belgisch voetbalelftal, de Rode Duivels. Hij speelde op 1 mei 1904 in Brussel in de eerste officiële interlandwedstrijd België – Frankrijk (3-3). De tweede selectie met Albert Friling vond vijf jaar later plaats op 17 april 1909; dat was een eclatante nederlaag tegen de ploeg van Engeland (11-2), tijdens een vriendschappelijke wedstrijd tegen Tottenham.

## Erelijst
- Geselecteerd in het Belgisch voetbalelftal A in 1904 en in 1909.